# Михайловка (Енотаевский район)
Миха́йловка — село в Енотаевском районе Астраханской области, входит в состав Фёдоровского сельсовета. Основано в 1784 году
Находится на правом берегу реки Волги, в 156 км от областного центра.

## История
В 1784 году из Енотаевской крепости, заложенной в 1742 году и заселенной обращенными в казаков солдатами Дмитриевского полуполка и крещеными калмыками, часть казаков была отселена на новое место, в 12 вёрстах от крепости. Новое поселение к 1842 году превратилось в станицу Михайловскую.
Согласно Списку населённых мест Астраханской губернии в 1859 году в казачьей станице Михайловской имелся 31 двор, проживало 83 души мужского и 95 женского пола. Станица располагалась по Московскому тракту, при Воложке Песковатке. На карте Европейской части России 1871 года обозначена у ерика Подгорного.
По состоянию на 1900 год станица Михайловская относилась к Енотаевскому уезду Астраханской губернии, за станицей было закреплено 5317,5 десятин удобной и 5225,8 неудобной земли, имелось 69 дворов, проживало 387 человек. Жители преимущественно занимались скотоводством и хлебопашеством.
Согласно сведениям, содержащимся в Памятной книжке  Астраханской губернии на 1914 год, в станице Михайловской Енотаевского уезда Астраханской губернии имелось 103 двора, проживало 315 душ мужского и 294 женского пола
В начале 1920-х, как и другие станицы бывшего Астраханского казачьего войска, станица Михайловская была преобразована в село

## Общая физико-географическая характеристика
Село расположено в пределах Прикаспийской низменности, близ ерика Подгорного, на границе Чёрных земель и Волго-Ахтубинской поймы, на высоте 12 метров ниже уровня мирового океана. К востоку от села имеется обрыв. Почвы бурые солонцеватые и солончаковые. Почвообразующие породы - пески.
По автомобильной дороге расстояние до областного центра города Астрахани составляет 160 км, до районного центра села Енотаевка — 24 км, до административного центра сельского поселения села Фёдоровка - 12 км. У села проходит федеральная автодорога "Каспий"
Климат
Климат резко-континентальный, крайне засушливый (согласно классификации климатов Кёппена-Гейгера — Bsk). Среднегодовая температура воздуха положительная и составляет + 9,2 °C, средняя температура самого холодного месяца января - 6,9 °C, самого жаркого месяца июля + 25,0 °C. Расчётная многолетняя норма осадков — 250 мм. Наименьшее количество осадков выпадает в феврале (14 мм), наибольшее в июне (28 мм)
Часовой пояс
Михайловка, как и вся Астраханская область, находится в часовой зоне МСК+1. Смещение применяемого времени относительно UTC составляет +4:00.

## Население
| 1859 | 1900 | 1908 | 1914 |
| ---- | ---- | ---- | ---- |
| 178  | 387  | 563  | 610  |

| 2002 | 2010 |
| ---- | ---- |
| 235  | ↗286 |

| Национальность | Численность (2010) | Процент |
| -------------- | ------------------ | ------- |
| Чеченцы        | 141                | 58,3%   |
| Русские        | 51                 | 21,1%   |
| Казахи         | 37                 | 15,3%   |
| Калмыки        | 37                 | 15,3%   |
| Карачаевцы     | 7                  | 2,9%    |
| Корейцы        | 6                  | 2,5%    |
| Узбеки         | 5                  | 2,1%    |
| Удмурты        | 4                  | 1,7%    |
| Всего          | 242                | 100%    |

## Экономика
Основные отрасли экономики - это сельское хозяйство. Промышленности на территории села нет, разработанных минерально-сырьевых источников нет.

## Известные уроженцы
- Баиров, Николай Улюмжаевич (1960-1995) — Герой Российской Федерации.